# Хань Во
Хань Во (韓偓, 844 —923) — китайський поет та державний службовець часів династії Тан.

## Життєпис
Народився 844 року у місті Цзінчжао (сучасна провінція Шеньсі). Був сином Хань Чжана, впливового чиновника. Отримав гарну освіту, замолоду став складати вірші. В цьому на Хань Во вплинув його дядько Лі Шан'ін. У 889 році успішно склав імператорський іспит й отримав вищу вчену ступінь цзіньши. Того ж року стає членом академії Ханлінь. У 900 році увійшов до свити імператора Чжао-цзуна. Коли імператор мав намір використати уйгурів проти бунтівного цзєдуши (військового губернатора) Хань Сюня, то Хань Во відмовив від цього Чжао-цзуна, нагадавши про набіги уйгурів на Китай. У 902 році внаслідок інтриг євнухів пішов у відставку, виїхав зі столиці Чан'ань. Незабаром переїхав до Жун'і (центральна частина сучасної провінції Сичуань). Помер у 923 році за династії Пізня Лян у місті Фенчжоу.

## Творчість
Хань Во відомий витонченістю стилю й тонкістю почуття, в його віршах сконцентровані найкращі традиції поезії класичного періоду. Прикладом слугує вірш «Ллється прохолода»:
Над блідою блакиттю точених поручнів вишитий полог повис

По ширмі багряній прокреслена тінь зламаних гілок …

На вісім ліктів драконові вуси…Плетиво рогожок кольорових

І мерзлякувато ллється прохолода з небес в дні напередодні зими.